# Monocelis balanocephala
Monocelis balanocephala är en plattmaskart som först beskrevs av Bohming 1902.  Monocelis balanocephala ingår i släktet Monocelis och familjen Monocelididae. Inga underarter finns listade i Catalogue of Life.